# Świętno (przystanek kolejowy)
Świętno – zamknięty przystanek kolejowy i ładownia, dawniej stacja kolejowa we wsi Świętno w woj. wielkopolskim, w powiecie wolsztyńskim, w gminie Wolsztyn.